# Proces budowlany
Proces budowlany – w ujęciu inżynieryjno-technicznym jest to wykonywanie obiektu architektury w określonym miejscu powierzchni Ziemi lub w przypadku gdy obiekt nie został wykonany w miejscu wbudowania (fabryka, zakład rzeźbiarski, warsztat kamieniarski itp.) jego montaż lub gdy obiekt istniał jego odbudowa lub gdy istnieje jego przebudowa, remont, nadbudowa, rozbudowa lub wyburzenie (rozbiórka).
Prawo budowlane obiekty architektury dzieli na trzy grupy (budynki, budowle i obiekty małej architektury). Definiuje także pojęcie obiektu budowlanego, który jest obiektem architektury wraz z instalacjami zapewniającymi możliwość użytkowania obiektu zgodnie z jego przeznaczeniem, wzniesionym z użyciem wyrobów budowlanych.
Rzeczywistym (na pewno obecnym) uczestnikiem procesu budowlanego jest wykonawca obiektu budowlanego.
W Polsce uruchomienie prawie każdego (wyjątki stanowią mniej skomplikowane roboty budowlane) procesu budowlanego jest związane z przestrzeganiem Prawa budowlanego. Ta ustawa definiuje uczestników procesu budowlanego odpowiedzialnych za jego uruchomienie i prawidłowy jego przebieg.
Każdy wykonawca robót budowlanych zobowiązany jest przestrzegać Prawa budowlanego, które jest prawem publicznym oraz upewnić się, że uruchomiony przez niego proces wymaga lub nie ustalenia uczestników procesu budowlanego w rozumieniu ustawy.
W przeciwnym wypadku, może zostać uznany za jednego lub kilku z nich i podlegać prawom i obowiązkom wynikającym z ustawy prawo budowlane.

## Uczestnicy procesu budowlanego w rozumieniu ustawy
Ustawowymi uczestnikami procesu budowlanego są:
1. inwestor
2. inspektor nadzoru inwestorskiego[2]
3. projektant
4. kierownik budowy lub kierownik robót